# Сант'Ана д'Алфредо
Сант'Ана д'Алфредо (итал. Sant'Anna d'Alfaedo) је насеље у Италији у округу Верона, региону Венето.
Према процени из 2011. у насељу је живело 376 становника. Насеље се налази на надморској висини од 942 м.

## Становништво
Према резултатима пописа становништва 2011. у општини је живело 2.564 становника.
| 1931. | 1936. | 1951. | 1961. | 1971. | 1981. | 1991. | 2001. | 2011. |
| ----- | ----- | ----- | ----- | ----- | ----- | ----- | ----- | ----- |
| 3.316 | 3.251 | 3.308 | 2.845 | 2.439 | 2.452 | 2.483 | 2.462 | 2.564 |